# Yogi Bear's Gold Rush
Yogi Bear's Gold Rush (en Europa, Yogi Bear in Yogi Bear's Goldrush) es un videojuego de plataformas y acción en 2D publicado exclusivamente para Game Boy en 1994.